# Mussaenda celebica
Mussaenda celebica är en måreväxtart som beskrevs av Henry Nicholas Ridley. Mussaenda celebica ingår i släktet Mussaenda och familjen måreväxter. Inga underarter finns listade i Catalogue of Life.